# 박중현
박중현(1967년 12월 10일 ~ )은 대한민국의 배우 겸 연출가이다.

## 주요 이력
그의 본관은 밀양(密陽)이고 경기도 광주 출신이며 1986년 연극배우 첫 데뷔하였다.

## 출연작

### 연극
- 1986년 연극 《꽃비》 ... 박충락 역(단역)
- 1986년 연극 《오셀로》 ... 몬타노 역(단역)
- 1987년 연극 《로미오와 줄리엣》... 피터 역(단역)
- 1991년 연극 《햄릿》 ... 오즈리크 역(단역)

### 뮤지컬
- 1987년 뮤지컬 《남한강 뱃노래》 ... 칠봉이 역(단역)

### 영화
- 1992년 영화 《우리가 진정 가야 할 곳은》
- 1993년 영화 《정사의 여로》
- 1994년 영화 《계약 커플》
- 1995년 영화 《영원한 제국》 - 문신 역
- 1995년 영화 《매춘 6》
- 1997년 영화 《백수스토리》
- 2004년 영화 《사마리아》
- 2004년 영화 《양아치 어조》
- 2006년 영화 《가족의 탄생》
- 2010년 영화 《집 나온 남자들》
- 2018년 영화 《상류사회》 - 민국당 직원 1 역

### 텔레비전 드라마
- 1996년 KBS 드라마 《파파》 ... 한의사 양궁 선생 역
- 1996년 MBC 시트콤 《남자 셋 여자 셋》
- 1996년 SBS 시트콤 《LA 아리랑》

### 라디오 프로그램
- 2015년 EBS FM 《EBS 책 읽는 라디오 낭독 시리즈》

### CF 광고
- 동아제약 박카스
- 에이스침대
- 조흥은행
- 세라젬 세라젬 의료기
- LG전자 LG솔라돔
- 조마루 조마루 감자탕